# Roces

Modelo Speed

Roces é uma empresa italiana produtora de equipamentos e acessórios para a prática de patinação in-line.

## História
Atualmente a Roces fabrica patins em linha, patins de gelo e botas de esqui, equipamentos de segurança (capacetes, joelheiras), acessórios e roupas.
Na década de 1990 foi concorrente direto da Rollerblade.
Sua linha de produtos também inclui roupas, acessórios e equipamentos para todas as modalidades de patinação. Foi criada para ser uma empresa familiar, mas conseguiu expandir-se rapidamente, também possui um quadro de atletas patrocinados em diversas modalidades, alguns de seus modelos mais populares são:
- Impala
- Khuti
- Graal
- Majestic 12

## Lista de profissionais
Atualmente, a Roces patrocina os seguintes profissionais:
- Rene Hulgreen
- Tom Fry
- Tim Ward
- Mike Scott
- Bryan Windzigl
- Eiten Kramer
- Jaren Grob
- Blake Dennis
- Alexandre Toma
- Drieli Oliveira